# Atholus minutus
Atholus minutus är en skalbaggsart som beskrevs av Ross 1940. Atholus minutus ingår i släktet Atholus och familjen stumpbaggar. Inga underarter finns listade i Catalogue of Life.